# 圣塔院塔
圣塔院塔，位于中国河北省保定市易县西南2公里处的荆轲山上，俗称荆轲塔，是一座辽代密檐式砖塔，1982年7月23日被列为河北省文物保护单位，2006年被列为第六批全国重点文物保护单位。
圣塔院塔始建于辽乾统三年（1103年），明万历、清康熙、乾隆年间及1985、1986年曾多次修葺，现塔高24米，八角十三层，砖石结构。